# Equipo de investigación
Equipo de investigación és un programa de televisió espanyol en el qual es donen a conèixer detalls sobre casos d'actualitat.

## Història
Es va emetre des del 31 de gener de 2011 fins al 21 de desembre de 2012 en la cadena Antena 3 en horari de late night, exceptuant programes especials de tema de major actualitat que eren emesos en prime time.
Des de l'11 de gener de 2013 va passar a La Sexta en la franja del prime time amb una durada de 60 minuts aproximadament.
El programa està presentat per la periodista Glòria Serra.

## Temporades i programes
| Temporada | Temporada | Canal    | Programes | Estrena                | Final                  | Audiència mitjana | Audiència mitjana | Audiència mitjana |
| Temporada | Temporada | Canal    | Programes | Estrena                | Final                  | Espectadores      | Quota             |                   |
| --------- | --------- | -------- | --------- | ---------------------- | ---------------------- | ----------------- | ----------------- | ----------------- |
|           | 1         | Antena 3 | 24        | 7 de febrer de 2011    | 15 d'agost de 2011     | 1 252 000         | 12,0%             |                   |
|           | 2         | Antena 3 | 44        | 5 de setembre de 2011  | 6 de juliol de 2012    | 1 042 000         | 11,1%             |                   |
|           | 3         | Antena 3 | 13        | 14 de setembre de 2012 | 13 de desembre de 2012 | 1 066 000         | 10,5%             |                   |
|           | 4         | LaSexta  | 24        | 11 de gener de 2013    | 5 de juliol de 2013    | 1 256 000         | 7,0%              |                   |
|           | 5         | LaSexta  | 36        | 13 de setembre de 2013 | 18 de juliol de 2014   | 1 294 000         | 7,3%              |                   |
|           | 6         | LaSexta  | 37        | 19 de setembre de 2014 | 26 de juny de 2015     | 1 413 000         | 7,4%              |                   |
|           | 7         | LaSexta  | 38        | 11 de setembre de 2015 | 24 de juny de 2016     | 1 177 000         | 6,9%              |                   |
|           | 8         | LaSexta  | 37        | 9 de setembre de 2016  | 23 de juny de 2017     | 1 018 000         | 6,1%              |                   |
|           | 9         | LaSexta  | 33        | 8 de setembre de 2017  | 22 de juny de 2018     | 1 084 000         | 6,7%              |                   |
|           | 10        | LaSexta  |           | 14 de setembre de 2018 |                        | 1 045 000*        | 6,9%*             |                   |
|           | 11        | LaSexta  |           | 2019                   |                        |                   |                   |                   |
| Total     | Total     | Total    | 254       |                        |                        |                   |                   |                   |

### Temporada 1 (Antena 3)
| No. serie | No. temp. | Title original                                          | Data d'emissió       | Espectadors | Share |
| --------- | --------- | ------------------------------------------------------- | -------------------- | ----------- | ----- |
| 1         | 1         | «Traficantes de cobre»                                  | 31 de gener de 2011  | 1 720 000   | 14,0% |
| 2         | 2         | «Pacto de silencio»                                     | 7 de febrer de 2011  | 2 013 000   | 16,5% |
| 3         | 3         | «Vuelos X»                                              | 14 de febrer de 2011 | 1 659 000   | 12,8% |
| 4         | 4         | «Los pinchazos del golpe»                               | 21 de febrer de 2011 | 1 909 000   | 16,0% |
| 5         | 5         | «Los silencios del 23-F»                                | 21 de febrer de 2011 | 831 000     | 13,3% |
| 6         | 6         | «Fallo en el sistema: Caso Mari Luz»                    | 28 de febrer de 2011 | 1 548 000   | 14,1% |
| 7         | 7         | «¿Quién sabe donde esta mi hijo, mi madre, mi hermano?» | 7 de març de 2011    | 1 694 000   | 14,8% |
| 8         | 8         | «Drogas al salir de clase»                              | 14 de març de 2011   | 1 390 000   | 10,7% |
| 9         | 9         | «Alerta nuclear»                                        | 21 de març de 2011   | 1 263 000   | 11,0% |
| 10        | 10        | «Ruiz-Mateos y Cía»                                     | 28 de març de 2011   | 1 567 000   | 13,8% |
| 11        | 11        | «Jaque a la reina»                                      | 4 d'abril de 2011    | 1 965 000   | 16,2% |
| 12        | 12        | «El precio del fraude»                                  | 11 d'abril de 2011   | 1 755 000   | 15,6% |
| 13        | 13        | «Infiltrados»                                           | 18 d'abril de 2011   | 1 002 000   | 8,7%  |
| 14        | 14        | «Las cuentas del burdel»                                | 25 d'abril de 2011   | 1 017 000   | 12,2% |
| 15        | 15        | «Los nuestros»                                          | 9 de maig de 2011    | 472 000     | 6,5%  |
| 16        | 16        | «El secreto de los nuevos ricos»                        | 16 de maig de 2011   | 1 162 000   | 9,3%  |
| 17        | 17        | «¿Quién quiere ser alcalde?»                            | 23 de maig de 2011   | 816 000     | 7,2%  |
| 18        | 18        | «Hipotecados»                                           | 30 de maig de 2011   | 944 000     | 9,3%  |
| 19        | 19        | «La herencia de Gil»                                    | 6 de juny de 2011    | 848 000     | 8,0%  |
| 20        | 20        | «La dieta Dukan o el negocio de adelgazar»              | 4 de juliol de 2011  | 1 663 000   | 17,8% |
| 21        | 21        | «Sheila: Caso abierto»                                  | 11 de juliol de 2011 | 1 203 000   | 14,6% |
| 22        | 22        | «Todo sobre mi hijo»                                    | 18 de juliol de 2011 | 518 000     | 8,7%  |
| 23        | 23        | «Impostores»                                            | 18 de juliol de 2011 | 834 000     | 10,8% |
| 24        | 24        | «Se busca a Pelopincho: vivo o muerto»                  | 15 d'agost de 2011   | 936 000     | 12,6% |

### Temporada 2 (Antena 3)
| No. serie | No. temp. | Títol original                                        | Data d'emissió         | Espectadors | Share |
| --------- | --------- | ----------------------------------------------------- | ---------------------- | ----------- | ----- |
| 1         | 25        | «La misteriosa muerte del profesor Calvo»             | 5 de setembre de 2011  | 273 000     | 5,9%  |
| 2         | 26        | «La SGAE de Teddy»                                    | 30 de setembre de 2011 | 1 454 000   | 15,8% |
| 3         | 27        | «El negocio de los desahucios»                        | 7 d'octubre de 2011    | 1 015 000   | 11,6% |
| 4         | 28        | «La otra herencia de la duquesa»                      | 14 d'octubre de 2011   | 1 437 000   | 14,0% |
| 5         | 29        | «Los niños desaparecidos de Córdoba»                  | 28 d'octubre de 2011   | 1 207 000   | 12,2% |
| 6         | 30        | «Marta del Castillo: La otra cara del juicio»         | 4 de novembre de 2011  | 1 137 000   | 11,5% |
| 7         | 31        | «El precio de un trabajo»                             | 11 de novembre de 2011 | 1 410 000   | 13,1% |
| 8         | 32        | «Cabeza de Cerdo: El hombre que odiaba a las mujeres» | 18 de novembre de 2011 | 1 590 000   | 15,5% |
| 9         | 33        | «Casper, el padrino español»                          | 25 de novembre de 2011 | 833 000     | 15,2% |
| 10        | 34        | «Kalashov, el preso número 1»                         | 2 de desembre de 2011  | 953 000     | 10,1% |
| 11        | 35        | «El nuevo timo de la estampita»                       | 9 de desembre de 2011  | 1 107 000   | 11,2% |
| 12        | 36        | «Lotería: La máquina de hacer dinero»                 | 16 de desembre de 2011 | 1 194 000   | 13,7% |
| 13        | 37        | «El prostíbulo de Europa»                             | 16 de desembre de 2011 | 510 000     | 9,9%  |
| 14        | 38        | «Los reyes de oriente»                                | 23 de desembre de 2011 | 1 199 000   | 14,2% |
| 15        | 39        | «Prohibido grabar»                                    | 30 de desembre de 2011 | 442 000     | 7,7%  |
| 16        | 40        | «El fenómeno Dukan: Mucho más que una dieta»          | 6 de gener de 2012     | 1 432 000   | 14,0% |
| 17        | 41        | «El dinero que no debimos gastar»                     | 13 de gener de 2012    | 1 140 000   | 12,0% |
| 18        | 42        | «Billetes falsos»                                     | 27 de gener de 2012    | 983 000     | 9,8%  |
| 19        | 43        | «El patrimonio de los Franco»                         | 3 de febrer de 2012    | 1 079 000   | 10'6% |
| 20        | 44        | «Operación Cobre Rojo»                                | 10 de febrer de 2012   | 1 080 000   | 10,9% |
| 21        | 45        | «Poderes ocultos»                                     | 17 de febrer de 2012   | 868 000     | 10,1% |
| 22        | 46        | «Caso Urdangarin»                                     | 20 de febrer de 2012   | 1 808 000   | 10,1% |
| 23        | 47        | «El liquidador de los Ruiz-Mateos»                    | 24 de febrer de 2012   | 968 000     | 10,1% |
| 24        | 48        | «La defensa de Urdangarin»                            | 27 de febrer de 2012   | 611 000     | 9,8%  |
| 25        | 49        | «Ladrones de coches»                                  | 2 de març de 2012      | 992 000     | 11,3% |
| 26        | 50        | «Yéremi Vargas: La investigación se reactiva»         | 9 de març de 2012      | 880 000     | 8,1%  |
| 27        | 51        | «Multimillonarios»                                    | 16 de març de 2012     | 787 000     | 9,3%  |
| 28        | 52        | «Las cuentas de Arantxa»                              | 23 de març de 2012     | 1 175 000   | 12,5% |
| 29        | 53        | «El amo de la noche»                                  | 30 de març de 2012     | 842 000     | 9,6%  |
| 30        | 54        | «¿Quién defrauda?»                                    | 6 d'abril de 2012      | 629 000     | 10,2% |
| 31        | 55        | «La narco del pueblo»                                 | 13 d'abril de 2012     | 1 096 000   | 12,0% |
| 32        | 56        | «Los hijos de Ruiz-Mateos»                            | 20 d'abril de 2012     | 671 000     | 8,8%  |
| 33        | 57        | «La herencia de Teddy»                                | 27 d'abril de 2012     | 999 000     | 9,0%  |
| 34        | 58        | «El champú de caballo»                                | 4 de maig de 2012      | 1 360 000   | 12,1% |
| 35        | 59        | «Aluniceros»                                          | 11 de maig de 2012     | 1 028 000   | 10,3% |
| 36        | 60        | «La doble vida de Angie»                              | 18 de maig de 2012     | 1 030 000   | 10,4% |
| 37        | 61        | «Ortegano Cano: Kilómetro 28»                         | 1 de juny de 2012      | 768 000     | 8,4%  |
| 38        | 62        | «Sor María»                                           | 4 de juny de 2012      | 2 312 000   | 13,2% |
| 39        | 63        | «La dieta de la sonda»                                | 8 de juny de 2012      | 915 000     | 11,4% |
| 40        | 64        | «El milagro de El Escorial»                           | 15 de juny de 2012     | 653 000     | 10,3% |
| 41        | 65        | «Mano de obra barata»                                 | 22 de juny de 2012     | 503 000     | 8,1%  |
| 42        | 66        | «Isabel Pantoja: Culpable o inocente»                 | 28 de juny de 2012     | 1 447 000   | 10,8% |
| 43        | 67        | «El amo de la noche»                                  | 29 de juny de 2012     | 757 000     | 8,7%  |
| 44        | 68        | «El clan de Los Gordos»                               | 6 de juliol de 2012    | 1 252 000   | 14,6% |

### Temporada 3 (Antena 3)
| No. serie | No. temp. | Títol original                | Data d'emissió         | Espectadors | Share |
| --------- | --------- | ----------------------------- | ---------------------- | ----------- | ----- |
| 1         | 69        | «Eurovegas»                   | 14 de setembre de 2012 | 1 092 000   | 11,0% |
| 2         | 70        | «El ladrón de la catedral»    | 21 de setembre de 2012 | 578 000     | 6,1%  |
| 3         | 71        | «Bretón, enemigo público»     | 28 de setembre de 2012 | 965 000     | 9,2%  |
| 4         | 72        | «Los amos de la prostitución» | 5 d'octubre de 2012    | 1 016 000   | 9,0%  |
| 5         | 73        | «Ibiza: La isla del dinero»   | 12 d'octubre de 2012   | 1 484 000   | 15,3% |
| 6         | 74        | «El último emperador»         | 18 d'octubre de 2012   | 1 277 000   | 13,2% |
| 7         | 75        | «Butroneros»                  | 19 d'octubre de 2012   | 815 000     | 11,6% |
| 8         | 76        | «El refugio del oro»          | 2 de novembre de 2012  | 1 466 000   | 13,7% |
| 9         | 77        | «El método Tarrés»            | 9 de novembre de 2012  | 976 000     | 10,0% |
| 10        | 78        | «El negocio de la vivienda»   | 16 de novembre de 2012 | 936 000     | 9,3%  |
| 11        | 79        | «Escándalo Hormigos»          | 23 de novembre de 2012 | 1 065 000   | 9,1%  |
| 12        | 80        | «El secuestro de un niño»     | 7 de desembre de 2012  | 1 418 000   | 10,3% |
| 13        | 81        | «La sombra del Madrid Arena»  | 13 de desembre de 2012 | 766 000     | 8,5%  |

### Temporada 4 (LaSexta)
| No. serie | No. temp. | Títol original                          | Data d'emissió       | Espectadors | Share |
| --------- | --------- | --------------------------------------- | -------------------- | ----------- | ----- |
| 1         | 82        | «Ryanair: Al Límite»                    | 11 de gener de 2013  | 1 644 000   | 8,3%  |
| 2         | 83        | «Fecha de caducidad»                    | 18 de gener de 2013  | 1 068 000   | 5,5%  |
| 3         | 84        | «Díaz Ferrán: El insolvente millonario» | 25 de gener de 2013  | 1 432 000   | 7,4%  |
| 4         | 85        | «Defraudadores»                         | 1 de febrer de 2013  | 1 292 000   | 6,7%  |
| 5         | 86        | «El prestamista indiscreto»             | 8 de febrer de 2013  | 1 602 000   | 8,1%  |
| 6         | 87        | «La guerra del pan»                     | 15 de febrer de 2013 | 1 675 000   | 8,8%  |
| 7         | 88        | «Cerco a Urdangarin»                    | 22 de febrer de 2013 | 1 068 000   | 5,5%  |
| 8         | 89        | «Ultraderecha»                          | 2 de març de 2013    | 1 385 000   | 7,2%  |
| 9         | 90        | «El poder de La Paca»                   | 8 de març de 2013    | 1 348 000   | 7,1%  |
| 10        | 91        | «El churrero de la mafia»               | 15 de març de 2013   | 953 000     | 5,1%  |
| 11        | 92        | «La guerra del sexo»                    | 22 de març de 2013   | 1 430 000   | 7,8%  |
| 12        | 93        | «La isla del dinero»                    | 29 de març de 2013   | 1 170 000   | 7,6%  |
| 13        | 94        | «Las mansiones de la droga»             | 5 d'abril de 2013    | 1 223 000   | 6,5%  |
| 14        | 95        | «La fortuna de la Baronesa»             | 12 d'abril de 2013   | 1 023 000   | 5,5%  |
| 15        | 96        | «Carne de caballo: El fraude»           | 19 d'abril de 2013   | 1 040 000   | 5,9%  |
| 16        | 97        | «Eva, un expediente abierto»            | 26 d'abril de 2013   | 1 241 000   | 6,7%  |
| 17        | 98        | «Enchufados»                            | 3 de maig de 2013    | 1 296 000   | 7,4%  |
| 18        | 99        | «Carteristas: La red»                   | 10 de maig de 2013   | 1 230 000   | 6,9%  |
| 19        | 100       | «Sánchez Gordillo»                      | 24 de maig de 2013   | 1 520 000   | 8,7%  |
| 20        | 101       | «Vivienda pública vacía»                | 31 de maig de 2013   | 1 223 000   | 7,0%  |
| 21        | 102       | «El rey del carbón»                     | 7 de juny de 2013    | 1 204 000   | 6,9%  |
| 22        | 103       | «Sobre la pista de Marta»               | 14 de juny de 2013   | 1 206 000   | 7,6%  |
| 23        | 104       | «Asalto al domicilio»                   | 21 de juny de 2013   | 1 089 000   | 7,2%  |
| 24        | 105       | «España barata»                         | 7 de juliol de 2013  | 758 000     | 6,9%  |

### Temporada 5 (LaSexta)
| No. serie | No. temp. | Títol original                     | Data d'emissió         | Espectadors | Share |
| --------- | --------- | ---------------------------------- | ---------------------- | ----------- | ----- |
| 1         | 106       | «No sin mis hijos»                 | 13 de setembre de 2013 | 944 000     | 6,2%  |
| 2         | 107       | «Contrabando de comida»            | 20 de setembre de 2013 | 1 369 000   | 8,4%  |
| 3         | 108       | «Neonazis»                         | 27 de setembre de 2013 | 1 243 000   | 7,4%  |
| 4         | 109       | «Fenómeno Sandokán»                | 4 d'octubre de 2013    | 973 000     | 5,8%  |
| 5         | 110       | «Golpe a los Ángeles del Infierno» | 18 d'octubre de 2013   | 1 015 000   | 5,8%  |
| 6         | 111       | «Toque de queda»                   | 15 d'octubre de 2013   | 1 015 000   | 5,8%  |
| 7         | 112       | «Porteros»                         | 1 de novembre de 2013  | 888 000     | 5,3%  |
| 8         | 113       | «Traficantes de niños»             | 8 de novembre de 2013  | 985 000     | 5,5%  |
| 9         | 114       | «Atracadores de élite»             | 15 de novembre de 2013 | 1 110 000   | 6,1%  |
| 10        | 115       | «Encarcelados por Toni»            | 22 de novembre de 2013 | 1 264 000   | 6,7%  |
| 11        | 116       | «El precio del aceite»             | 29 de novembre de 2013 | 1 492 000   | 8,2%  |
| 12        | 117       | «Tirar de la manta»                | 13 de desembre de 2013 | 1 093 000   | 5,8%  |
| 13        | 118       | «Niños perdidos»                   | 20 de desembre de 2013 | 901 000     | 4,9%  |
| 14        | 119       | «Préstamos envenenados»            | 10 de gener de 2014    | 1 542 000   | 7,8%  |
| 15        | 120       | «Exorcistas»                       | 17 de gener de 2014    | 1 300 000   | 6,6%  |
| 16        | 121       | «Marihuana: La droga de la crisis» | 24 de gener de 2014    | 1 433 000   | 7,3%  |
| 17        | 122       | «Caza a la bestia»                 | 31 de gener de 2014    | 1 800 000   | 9,3%  |
| 18        | 123       | «El refugio del capo»              | 7 de febrer de 2014    | 1 297 000   | 6,7%  |
| 19        | 124       | «Cortina de humo»                  | 14 de febrer de 2014   | 1 487 000   | 7,9%  |
| 20        | 125       | «El negocio de la ropa usada»      | 21 de febrer de 2014   | 1 742 000   | 9,2%  |
| 21        | 126       | «Estafa a la española»             | 28 de febrer de 2014   | 1 527 000   | 8,0%  |
| 22        | 127       | «El milagro de la homeopatía»      | 7 de març de 2014      | 1 442 000   | 7,7%  |
| 23        | 128       | «Del Nido, en la sombra»           | 14 de març de 2014     | 1 542 000   | 8,3%  |
| 24        | 129       | «El falsificador»                  | 21 de març de 2014     | 1 505 000   | 8,0%  |
| 25        | 130       | «El precio de lo gratis»           | 28 de març de 2014     | 1 540 000   | 8,0%  |
| 26        | 131       | «La guerra del céntimo»            | 4 d'abril de 2014      | 1 795 000   | 9,7%  |
| 27        | 132       | «Los más buscados»                 | 11 d'abril de 2014     | 1 279 000   | 7,3%  |
| 28        | 133       | «La isla de los imputados»         | 25 d'abril de 2014     | 1 161 000   | 6,3%  |
| 29        | 134       | «La burbuja del jamón»             | 2 de maig de 2014      | 1 263 000   | 7,5%  |
| 30        | 135       | «Pagar por trabajar»               | 9 de maig de 2014      | 1 391 000   | 8,1%  |
| 31        | 136       | «Epidemia silenciosa»              | 16 de maig de 2014     | 1 155 000   | 6,7%  |
| 32        | 137       | «Administradores de la ruina»      | 23 de maig de 2014     | 1 339 000   | 7,5%  |
| 33        | 138       | «Detectives»                       | 6 de juny de 2014      | 1 195 000   | 7,1%  |
| 34        | 139       | «Números rojos»                    | 27 de juny de 2014     | 1 119 000   | 7,8%  |
| 35        | 140       | «Gasolina barata»                  | 11 de juliol de 2014   | 1 369 000   | 10,3% |
| 36        | 141       | «El fugitivo»                      | 18 de juliol de 2014   | 1 072 000   | 8,3%  |

### Temporada 6 (LaSexta)
| No. serie | No. temp. | Títol original                    | Data d'emissió         | Espectadors | Share |
| --------- | --------- | --------------------------------- | ---------------------- | ----------- | ----- |
| 1         | 142       | «Cazadores de deudas»             | 19 de setembre de 2014 | 1 434 000   | 8,8%  |
| 2         | 143       | «El secreto del éxito»            | 26 de setembre de 2014 | 1 179 000   | 7,2%  |
| 3         | 144       | «Pelo: El nuevo oro»              | 3 d'octubre de 2014    | 1 291 000   | 7,9%  |
| 4         | 145       | «El señor de la basura»           | 10 d'octubre de 2014   | 1 168 000   | 6,7%  |
| 5         | 146       | «Dinero de ocasión»               | 17 d'octubre de 2014   | 1 493 000   | 8,5%  |
| 6         | 147       | «Contrabandistas»                 | 24 d'octubre de 2014   | 1 390 000   | 7,9%  |
| 7         | 148       | «Turismo salvaje»                 | 31 d'octubre de 2014   | 1 356 000   | 8,4%  |
| 8         | 149       | «La trama»                        | 7 de novembre de 2014  | 1 720 000   | 9,4%  |
| 9         | 150       | «El abogado del diablo»           | 14 de novembre de 2014 | 1 560 000   | 8,6%  |
| 10        | 151       | «Ropa barata»                     | 21 de novembre de 2014 | 1 260 000   | 7,0%  |
| 11        | 152       | «El pequeño Nicolás»              | 28 de novembre de 2014 | 2 093 000   | 11,7% |
| 12        | 153       | «Novatos»                         | 5 de desembre de 2014  | 1 329 000   | 7,5%  |
| 13        | 154       | «Cazadores de fortunas»           | 12 de desembre de 2014 | 1 482 000   | 8,1%  |
| 14        | 155       | «El mecánico del millón de euros» | 19 de desembre de 2014 | 1 656 000   | 9,7%  |
| 15        | 156       | «El jefe de los Miami»            | 9 de gener de 2015     | 1 461 000   | 7,5%  |
| 16        | 157       | «Los ladrones invisibles»         | 16 de gener de 2015    | 1 465 000   | 7,6%  |
| 17        | 158       | «Bienvenido Mr. Wang»             | 23 de gener de 2015    | 1 504 000   | 7,7%  |
| 18        | 159       | «Los ojos del odio»               | 30 de gener de 2015    | 1 460 000   | 7,6%  |
| 19        | 160       | «Villar: El presidente»           | 6 de febrer de 2015    | 1 375 000   | 7,1%  |
| 20        | 161       | «El rey del low cost»             | 13 de febrer de 2015   | 1 361 000   | 7,3%  |
| 21        | 162       | «El príncipe de los mercadillos»  | 20 de febrer de 2015   | 1 819 000   | 9,5%  |
| 22        | 163       | «El retorno de la reina»          | 27 de febrer de 2015   | 1 694 000   | 9,4%  |
| 23        | 164       | «Desterrados»                     | 6 de març de 2015      | 1 351 000   | 7,6%  |
| 24        | 165       | «El efecto Uber»                  | 13 de març de 2015     | 1 385 000   | 7,8%  |
| 25        | 166       | «El imperio del bisturí»          | 20 de març de 2015     | 1 731 000   | 9,4%  |
| 26        | 167       | «El cocinero de la droga»         | 27 de març de 2015     | 1 376 000   | 7,7%  |
| 27        | 168       | «Vendedores de milagros»          | 10 d'abril de 2015     | 1 539 000   | 8,6%  |
| 28        | 169       | «La Comunidad»                    | 17 d'abril de 2015     | 1 329 000   | 7,7%  |
| 29        | 170       | «Atrapados»                       | 24 d'abril de 2015     | 1 517 000   | 8,7%  |
| 30        | 171       | «El pastor millonario»            | 8 de maig de 2015      | 1 492 000   | 9,1%  |
| 31        | 172       | «El precio de un hijo»            | 15 de maig de 2015     | 1 309 000   | 8,1%  |
| 32        | 173       | «Estafadores de seguros»          | 22 de maig de 2015     | 1 312 000   | 7,9%  |
| 33        | 174       | «La estafa perfecta»              | 29 de maig de 2015     | 1 272 000   | 7,8%  |
| 34        | 175       | «El valor de la prostitución»     | 5 de juny de 2015      | 1 167 000   | 7,6%  |
| 35        | 176       | «Doulas»                          | 12 de juny de 2015     | 995 000     | 6,2%  |
| 36        | 177       | «Juego ilegal»                    | 19 de juny de 2015     | 969 000     | 6,7%  |
| 37        | 178       | «Los reyes de la fiesta»          | 26 de juny de 2015     | 985 000     | 7,2%  |

### Temporada 7 (LaSexta)
| No. serie | No. temp. | Títol original                   | Data d'emissió         | Espectadors | Share |
| --------- | --------- | -------------------------------- | ---------------------- | ----------- | ----- |
| 1         | 179       | «La ruta del hachís»             | 11 de setembre de 2015 | 1 236 000   | 8,4%  |
| 2         | 180       | «Secuestros virtuales»           | 18 de setembre de 2015 | 867 000     | 5,2%  |
| 3         | 181       | «El enemigo en casa»             | 25 de setembre de 2015 | 861 000     | 5,2%  |
| 4         | 182       | «Luisito: El heredero»           | 2 d'octubre de 2015    | 1 048 000   | 6,1%  |
| 5         | 183       | «Los Dalton»                     | 9 d'octubre de 2015    | 891 000     | 5,2%  |
| 6         | 184       | «El fenómeno AirBnb»             | 16 d'octubre de 2015   | 1 117 000   | 6,4%  |
| 7         | 185       | «Infieles»                       | 23 d'octubre de 2015   | 990 000     | 5,6%  |
| 8         | 186       | «Los antivacunas»                | 30 d'octubre de 2015   | 980 000     | 5,7%  |
| 9         | 187       | «La familia S.A»                 | 6 de novembre de 2015  | 995 000     | 5,5%  |
| 10        | 188       | «Millones en juego»              | 13 de novembre de 2015 | 979 000     | 5,5%  |
| 11        | 189       | «Tráfico de setas»               | 20 de novembre de 2015 | 1 446 000   | 7,9%  |
| 12        | 190       | «Desesperados por el móvil»      | 27 de novembre de 2015 | 1 217 000   | 6,8%  |
| 13        | 191       | «El clan de los irlandeses»      | 4 de desembre de 2015  | 1 031 000   | 5,9%  |
| 14        | 192       | «La gran redada»                 | 11 de desembre de 2015 | 1 075 000   | 6,0%  |
| 15        | 193       | «Patada en la puerta»            | 18 de desembre de 2015 | 1 007 000   | 5,7%  |
| 16        | 194       | «Una pareja casi perfecta»       | 8 de gener de 2016     | 1 388 000   | 7,3%  |
| 17        | 195       | «Coches robados»                 | 15 de gener de 2016    | 1 107 000   | 5,9%  |
| 18        | 196       | «El estafador de parados»        | 22 de gener de 2016    | 1 068 000   | 5,8%  |
| 19        | 197       | «Se busca paciente millonario»   | 29 de gener de 2016    | 1 075 000   | 5,8%  |
| 20        | 198       | «Giro inesperado»                | 5 de febrer de 2016    | 1 258 000   | 6,9%  |
| 21        | 199       | «El impostor»                    | 12 de febrer de 2016   | 1 091 000   | 5,9%  |
| 22        | 200       | «La princesa corrupta»           | 19 de febrer de 2016   | 1 251 000   | 6,8%  |
| 23        | 201       | «Desmontando al pequeño Nicolás» | 26 de febrer de 2016   | 1 510 000   | 8,0%  |
| 24        | 202       | «Pescado B»                      | 4 de març de 2016      | 1 524 000   | 8,3%  |
| 25        | 203       | «Dulce adicción»                 | 11 de març de 2016     | 1 410 000   | 7,8%  |
| 26        | 204       | «El poder de las gangas»         | 18 de març de 2016     | 1 361 000   | 8,0%  |
| 27        | 205       | «Dietas a examen»                | 1 d'abril de 2016      | 1 590 000   | 9,1%  |
| 28        | 206       | «Estafa dental»                  | 8 d'abril de 2016      | 1 364 000   | 7,9%  |
| 29        | 207       | «El blanqueador»                 | 15 d'abril de 2016     | 1 521 000   | 8,6%  |
| 30        | 208       | «Trío peligroso»                 | 22 d'abril de 2016     | 1 318 000   | 7,7%  |
| 31        | 209       | «El rey Arturo»                  | 29 d'abril de 2016     | 1 359 000   | 8,0%  |
| 32        | 210       | «Los nuevos narcos»              | 6 de maig de 2016      | 1 192 000   | 6,8%  |
| 33        | 211       | «Verdades y mentiras»            | 13 de maig de 2016     | 1 242 000   | 7,3%  |
| 34        | 212       | «Manos limpias»                  | 20 de maig de 2016     | 1 098 000   | 6,8%  |
| 35        | 213       | «Mario Conde: El reincidente»    | 27 de maig de 2016     | 1 094 000   | 6,9%  |
| 36        | 214       | «Atraco en familia»              | 3 de juny de 2016      | 1 221 000   | 7,5%  |
| 37        | 215       | «Clandestinos»                   | 10 de juny de 2016     | 950 000     | 6,1%  |
| 38        | 216       | «Negocio sobre ruedas»           | 24 de juny de 2016     | 940 000     | 6,6%  |

### Temporada 8 (LaSexta)
| No. serie | No. temp. | Títol original                            | Data d'emissió         | Espectadors | Share |
| --------- | --------- | ----------------------------------------- | ---------------------- | ----------- | ----- |
| 1         | 217       | «Transgénicos: la mala reputación»        | 9 de setembre de 2016  | 755 000     | 5,7%  |
| 2         | 218       | «Buscando a un espía»                     | 16 de setembre de 2016 | 1 081 000   | 7,1%  |
| 3         | 219       | «Anatomía de una secta»                   | 23 de setembre de 2016 | 1 079 000   | 7,2%  |
| 4         | 220       | «Patriotas»                               | 30 de setembre de 2016 | 1 192 000   | 7,8%  |
| 5         | 221       | «Millonarios sin blanca»                  | 7 d'octubre de 2016    | 1 039 000   | 6,4%  |
| 6         | 222       | «Comida adictiva»                         | 14 d'octubre de 2016   | 1 059 000   | 6,1%  |
| 7         | 223       | «La verdad sobre el caso de Diana Quer»   | 21 d'octubre de 2016   | 1 133 000   | 6,6%  |
| 8         | 224       | «Los herederos de La Paca»                | 28 d'octubre de 2016   | 999 000     | 5,9%  |
| 9         | 225       | «Las pastillas de la felicidad»           | 4 de novembre de 2016  | 915 000     | 5,3%  |
| 10        | 226       | «Burundanga»                              | 11 de novembre de 2016 | 904 000     | 5,2%  |
| 11        | 227       | «Los nuevos telepredicadores»             | 18 de novembre de 2016 | 845 000     | 4,9%  |
| 12        | 228       | «El agua, a examen»                       | 25 de novembre de 2016 | 1 140 000   | 6,3%  |
| 13        | 229       | «Sin rastro»                              | 2 de desembre de 2016  | 1 018 000   | 5,7%  |
| 14        | 230       | «La cara B de la red»                     | 16 de desembre de 2016 | 1 082 000   | 6,2%  |
| 15        | 231       | «Las uvas de la ira»                      | 23 de desembre de 2016 | 1 052 000   | 6,3%  |
| 16        | 232       | «Contrarreloj»                            | 13 de gener de 2017    | 1 435 000   | 7,9%  |
| 17        | 233       | «Timadores»                               | 20 de gener de 2017    | 1 038 000   | 5,6%  |
| 18        | 234       | «Fiebre millonaria»                       | 27 de gener de 2017    | 945 000     | 5,2%  |
| 19        | 235       | «El Yunque, al descubierto»               | 3 de febrer de 2017    | 987 000     | 5,5%  |
| 20        | 236       | «En el nombre de Nadia»                   | 10 de febrer de 2017   | 1 054 000   | 6,0%  |
| 21        | 237       | «El crimen de San Valentín»               | 17 de febrer de 2017   | 1 354 000   | 7,7%  |
| 22        | 238       | «Las Kellys: Las que limpian los hoteles» | 24 de febrer de 2017   | 933 000     | 5,3%  |
| 23        | 239       | «El negocio de las citas»                 | 3 de març de 2017      | 886 000     | 4,9%  |
| 24        | 240       | «Por las nubes»                           | 10 de març de 2017     | 885 000     | 5,1%  |
| 25        | 241       | «La epidemia blanca»                      | 17 de març de 2017     | 973 000     | 5,8%  |
| 26        | 242       | «Trump, el mentiroso»                     | 31 de març de 2017     | 907 000     | 5,4%  |
| 27        | 243       | «El enemigo invisible»                    | 7 d'abril de 2017      | 829 000     | 5,0%  |
| 28        | 244       | «El precio de la obesidad»                | 21 d'abril de 2017     | 1 193 000   | 7,2%  |
| 29        | 245       | «Alianza ultra»                           | 28 d'abril de 2017     | 1 030 000   | 6,1%  |
| 30        | 246       | «El rey de los ladrones»                  | 5 de maig de 2017      | 969 000     | 5,6%  |
| 31        | 247       | «El aceite de palma»                      | 12 de maig de 2017     | 1 255 000   | 7,4%  |
| 32        | 248       | «La presidenta»                           | 19 de maig de 2017     | 1 000 000   | 6,1%  |
| 33        | 249       | «La era del plástico»                     | 26 de maig de 2017     | 977 000     | 6,1%  |
| 34        | 250       | «Made in Spain»                           | 2 de juny de 2017      | 1 063 000   | 6,6%  |
| 35        | 251       | «Titulitis»                               | 9 de juny de 2017      | 910 000     | 6,2%  |
| 36        | 252       | «El arsenal»                              | 16 de juny de 2017     | 1 048 000   | 7,6%  |
| 37        | 253       | «Turistificación»                         | 23 de juny de 2017     | 700 000     | 6,2%  |

### Temporada 9 (LaSexta)
| No. serie | No. temp. | Títol original                    | Data d'emissió         | Espectadors | Share |
| --------- | --------- | --------------------------------- | ---------------------- | ----------- | ----- |
| 1         | 254       | «Los nuevos curanderos»           | 8 de setembre de 2017  | 882 000     | 6,6%  |
| 2         | 255       | «El Rey de las verbenas»          | 15 de setembre de 2017 | 1 061 000   | 7,1%  |
| 3         | 256       | «La reventa»                      | 22 de setembre de 2017 | 958 000     | 6,3%  |
| 4         | 257       | «El cártel del Estrecho»          | 29 de setembre de 2017 | 936 000     | 5,9%  |
| 5         | 258       | «La burbuja del alquiler»         | 6 d'octubre de 2017    | 1 086 000   | 7,0%  |
| 6         | 259       | «El Rey de las vacaciones»        | 13 d'octubre de 2017   | 1 166 000   | 7,5%  |
| 7         | 260       | «El crimen de la Guardia Urbana»  | 20 d'octubre de 2017   | 1 035 000   | 6,4%  |
| 8         | 261       | «La extraña familia»              | 3 de novembre de 2017  | 906 000     | 5,5%  |
| 9         | 262       | «La manada»                       | 10 de novembre de 2017 | 1 122 000   | 6,7%  |
| 10        | 263       | «Lavado de cerebro»               | 17 de novembre de 2017 | 934 000     | 5,8%  |
| 11        | 264       | «Pisos X»                         | 24 de novembre de 2017 | 975 000     | 6,0%  |
| 12        | 265       | «Caza al pasajero»                | 1 de desembre de 2017  | 1 024 000   | 6,2%  |
| 13        | 266       | «El embaucador»                   | 15 de desembre de 2017 | 1 211 000   | 7,6%  |
| 14        | 267       | «El fraude del aceite»            | 12 de gener de 2018    | 1 224 000   | 6,8%  |
| 15        | 268       | «El cártel del fuego»             | 19 de gener de 2018    | 949 000     | 5,6%  |
| 16        | 269       | «Anglés: El fugitivo»             | 26 de gener de 2018    | 1 347 000   | 7,8%  |
| 17        | 270       | «Narcopisos»                      | 2 de febrer de 2018    | 995 000     | 5,7%  |
| 18        | 271       | «El Nini: Armas a domicilio»      | 9 de febrer de 2018    | 1 126 000   | 6,5%  |
| 19        | 272       | «La viuda del boxeador»           | 16 de febrer de 2018   | 877 000     | 5,1%  |
| 20        | 273       | «23F: La caja 156»                | 23 de febrer de 2018   | 1 122 000   | 6,7%  |
| 21        | 274       | «El ADN del pulpo»                | 2 de març de 2018      | 1 263 000   | 7,1%  |
| 22        | 275       | «Precarios digitales»             | 9 de març de 2018      | 1 127 000   | 6,7%  |
| 23        | 276       | «Generación Z»                    | 16 de març de 2018     | 1 255 000   | 7,5%  |
| 24        | 277       | «El diamante negro»               | 6 d'abril de 2018      | 1 136 000   | 6,8%  |
| 25        | 278       | «El falso héroe»                  | 13 d'abril de 2018     | 1 328 000   | 8,0%  |
| 26        | 279       | «A todo gas»                      | 20 d'abril de 2018     | 1 023 000   | 6,3%  |
| 27        | 280       | «El Rey de la seguridad low cost» | 27 d'abril de 2018     | 1 018 000   | 6,5%  |
| 28        | 281       | «La más buscada»                  | 4 de maig de 2018      | 1 094 000   | 6,7%  |
| 29        | 282       | «El banquero de Dios»             | 11 de maig de 2018     | 1 027 000   | 6,3%  |
| 30        | 283       | «El revés de Arantxa»             | 18 de maig de 2018     | 1 022 000   | 6,3%  |
| 31        | 284       | «Operación viuda negra»           | 25 de maig de 2018     | 1 264 000   | 8,1%  |
| 32        | 285       | «La estafa del verano»            | 8 de juny de 2018      | 1 198 000   | 7,7%  |
| 33        | 286       | «Jaque al Doctor Vela»            | 22 de juny de 2018     | 1 065 000   | 7,8%  |

### Temporada 10 (LaSexta)
| No. serie | No. temp. | Títol original                       | Data d'emissió         | Espectadors    | Share          |
| --------- | --------- | ------------------------------------ | ---------------------- | -------------- | -------------- |
| 1         | 287       | «El intocable»                       | 14 de setembre de 2018 | 868 000        | 6,5%           |
| 2         | 288       | «Guerra de tronos»                   | 21 de setembre de 2018 | 968 000        | 7,1%           |
| 3         | 289       | «Desapariciones inquietantes»        | 28 de setembre de 2018 | 705 000        | 4,9%           |
| 4         | 290       | «A sangre fría»                      | 5 d'octubre de 2018    | 771 000        | 5,2%           |
| 5         | 291       | «Vivienda: Misión imposible»         | 12 d'octubre de 2018   | 838 000        | 6,1%           |
| 6         | 292       | «Rebelión en las aulas»              | 19 d'octubre de 2018   | 1 002 000      | 6,4%           |
| 7         | 293       | «La fariña de Sito»                  | 26 d'octubre de 2018   | 1 028 000      | 6,7%           |
| 8         | 294       | «El lobo de Alcorcón»                | 2 de novembre de 2018  | 983 000        | 6,3%           |
| 9         | 295       | «El silencio de las abejas»          | 9 de novembre de 2018  | 1 236 000      | 7,9%           |
| 10        | 296       | «El Rey del cachopo»                 | 16 de novembre de 2018 | 1 330 000      | 8,2%           |
| 11        | 297       | «Los papeles secretos de Franco»     | 20 de novembre de 2018 | 1 768 000      | 11,0%          |
| 12        | 298       | «Furia al volante»                   | 23 de novembre de 2018 | 984 000        | 6,2%           |
| 13        | 299       | «¿Quién mató al concejal?»           | 30 de novembre de 2018 | 828 000        | 5,2%           |
| 14        | 300       | «La manada en Pozoblanco»            | 14 de desembre de 2018 | 1 006 000      | 6,3%           |
| 15        | 301       | «El rey del cachopo: Toda la verdad» | 20 de desembre de 2018 | 922 000        | 6,0%           |
| 16        | 302       | «Falso culpable»                     | 11 de gener de 2019    | 1 265 000      | 7,8%           |
| 17        | 303       | «Escándalo iDental»                  | 18 de gener de 2019    | 865 000        | 5,1%           |
| 18        | 304       | «La sombra de Marta»                 | 25 de gener de 2019    | 994 000        | 5,7%           |
| 19        | 305       | «Carne 2.0»                          | 1 de febrer de 2019    | 1 179 000      | 6,9%           |
| 20        | 306       | «La fiebre verde»                    | 8 de febrer de 2019    | 992 000        | 6,0%           |
| 21        | 307       | «El fenómeno sin gluten»             | 15 de febrer de 2019   | 1 102 000      | 6,5%           |
| 22        | 308       | «Billy el niño»                      | 22 de febrer de 2019   | 925 000        | 5,7%           |
| 23        | 309       | «Se buscan precarios»                | 1 de març de 2019      | 865 000        | 5,5%           |
| 24        | 309       | «Testigos de Jehová»                 | 8 de març de 2019      | 1 167 000      | 7,6%           |
| 25        | 310       | «Ana Julia: Retrato de una asesina»  | 15 de març de 2019     | Sense anunciar | Sense anunciar |